# 침수 초원·사바나

침수 초원·사바나(영어: Flooded grasslands and savannas)는 육상 생물군계의 일종이다. 넓은 초지가 물에 잠긴 환경이다. 독특한 수문학적 상황과 토양 조건에 적응한 수많은 동식물이 서식한다. 철새와 물새가 다수 발견될 수 있다. 하지만 조류를 비롯한 각 생물종에게 서식지로서의 가치는 수량과 생산성에 따라 달라지며, 그 수량과 생산성은 한 지역 안에서도 크고 작은 습지들마다 다르고, 또 해마다 또는 계절마다 변한다.
이 생물군계는 지구상의 4개 대륙에서밖에 발견되지 않는다. 세계적으로 유명한 침수초원은 북미의 에버글레이즈, 남미의 판타나우, 아프리카의 차드호 침수 사바나, 수드 등이 있다. 에버글레이즈는 빗물에 의해 형성된 침수초원으로서 세계 최대 규모이며, 11,000 종의 종자식물, 25종의 난초, 300여종의 조류, 150여종의 어류가 서식한다. 판타나우는 세계 최대의 내륙습지 중 하나로, 260종 이상의 어류, 700여종의 조류, 90종의 포유류, 160종의 파충류, 45종의 양서류, 1,000종의 나비, 1,600종의 식물이 서식한다. 침수초원은 대개 그 일대에서 가장 거대한 생태복합체를 이룬다.

## 같이 보기
- 펜 (지형)
- 맹그로브
- 소택
- 이탄